# 20世紀特急
20世紀特急（にじっせいきとっきゅう、英語：20th Century Limited）は、ニューヨーク・セントラル鉄道のニューヨーク - シカゴ間の特急列車で、1902年に登場、1967年に廃止された。

## 概要

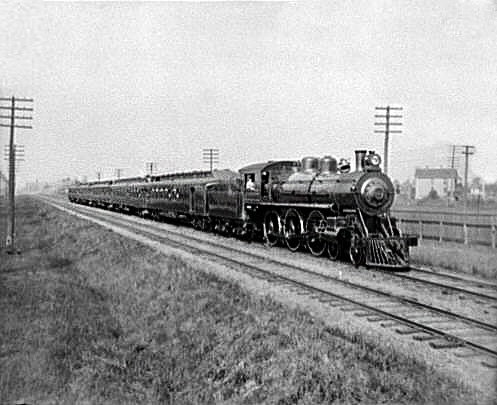
木造客車時代の20世紀特急

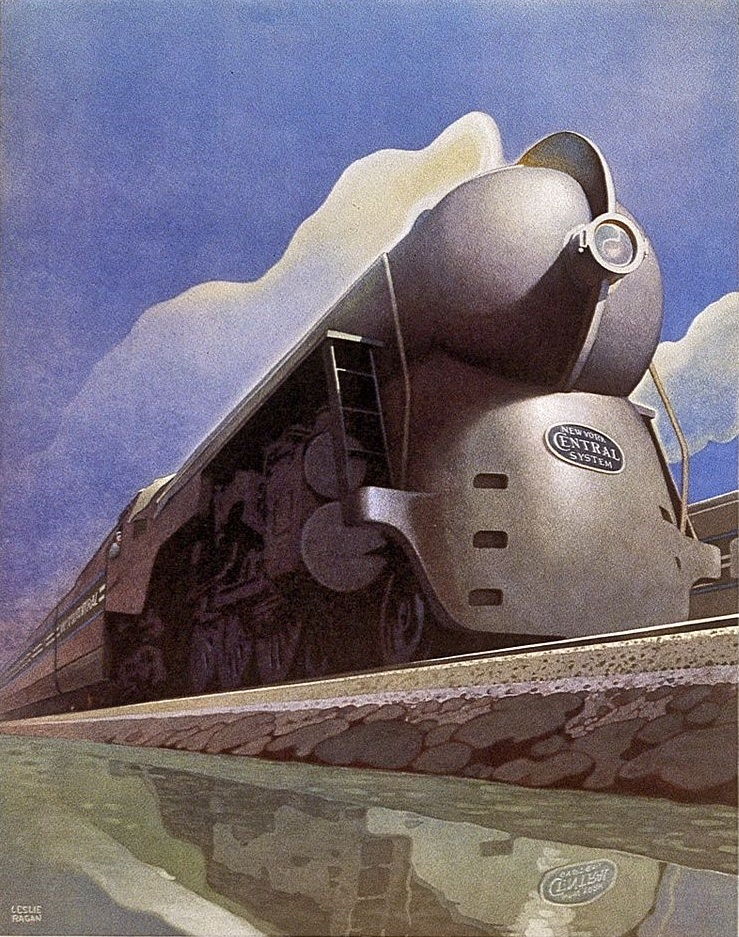
流線型編成の登場時の広告ポスター

ニューヨークセントラル鉄道のニューヨーク - シカゴ間のメインラインは、ハドソン川、および五大湖の湖岸を走行する「ウォーターレベルルート」(Water Level Route)と呼ばれる路線で、競合相手のペンシルバニア鉄道のルートに比べるとやや距離は長かった（およそ1,500km）が、勾配が少なく、高速運転には有利な路線であった。すでにこの路線では「エンパイヤ・ステート急行」など数々の列車が運行されていたが、競争の切り札として運転が始められた列車が「20世紀特急」である。
列車の特徴は高速運転と設備の豪華さにある。当初からこの区間を20時間で運行し、ディーゼル化が行われた1950年前後には15時間30分の走行を実現している。これは、ドイツやイギリスの同時期の高速列車に比べればやや劣る数字であるとは言うものの、1,000km以上の長距離の高速運転の実例としては、当時他に例はなかった（西部大陸横断ルートで高速化が本格したのは1930年代後半以降である）。ルート上にはクリーブランド市などの大都市が存在したが、高速運転を実現するために、列車はシカゴとニューヨークの近郊の数駅に停車した他は、ノンストップで運行した。
列車は長らくの間、座席車を連結せず、プルマン寝台車のみを連結する寝台列車 "all-Pullman" 列車で、乗車にあたってはプルマン運賃（一等運賃）、寝台料金の他、高額の特別料金 (extra fare) が必要であった。1930年代まで、アメリカの寝台車は開放式寝台車が主体であったが、この列車に関しては、当時稀な存在であった全個室の寝台車両が何両も連結されていた。料金は高額であったが列車の人気は高く、数分の間隔をおいて続行運転を行う事が通例で、多客期には7編成を同時に運行させた記録が残っている。1938年には流線型車両に置き換えられたが、この編成の寝台車は全個室で、会社は全個室の寝台列車をセールス・ポイントとした。なおこの頃の旅客機はユナイテッド航空やアメリカン航空のボーイング247やダグラスDC-3で、5-6時間程度でニューヨーク-シカゴ間を結べたものの運賃はまだ高価であった。
豪華列車としての20世紀特急の終焉は、両都市間の旅客の多くがわずか4-5時間程度で、しかも寝台列車より安価に両都市を結んでいたダグラスDC-6などの旅客機を選択するようになっていた1958年のことである。この年、ニューヨークセントラル鉄道は寝台専用列車の運行を休止、座席車と割安の運賃・料金で利用できる小型の個室寝台であるスリーパーコーチなどを連結。列車は庶民的な列車となる。その後、鉄道事業の経営の悪化により、列車は1967年に廃止となった。

## 歴史

### 年表

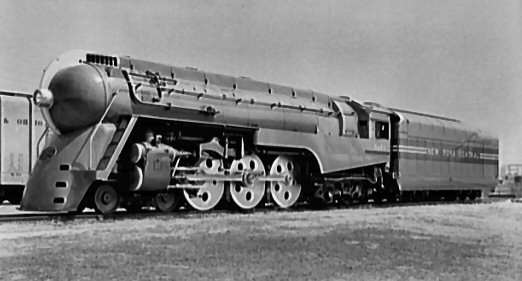
J-3クラス（ハドソン）

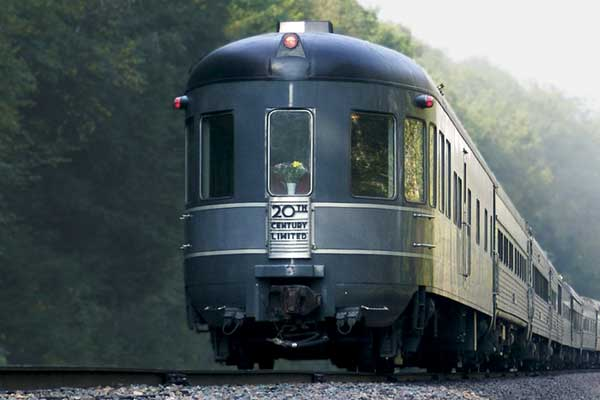
展望車"Hickory Creek"

- 1902年: ニューヨーク・シカゴ間運行開始
- 1938年: 牽引機関車を流線型のNYCハドソン機に置き換え。ニューヨーク・シカゴ間を最高時速185キロメートルで往復した[1]。
- 1967年: 運行停止

### 1965年3月30日の編成(ニューヨーク発シカゴ行き・クリーブランド出発時)
| 使用車両 | 車両愛称・形式      | 車種                                                |
| -------- | ------------------- | --------------------------------------------------- |
| NYC4025  | E7Aディーゼル機関車 | ディーゼル機関車                                    |
| NYC4080  | E8Aディーゼル機関車 | ディーゼル機関車                                    |
| NYC4007  | E7Aディーゼル機関車 | ディーゼル機関車                                    |
| NYC4007  |                     | バゲージ・メール(荷物・郵便車)                      |
| NYC8979  |                     | バゲージ・ドミトリー(荷物・従業員車)                |
| NYC2942  |                     | 座席車                                              |
| NYC450   |                     | グリル・ダイニングカー                              |
| NYC10811 |                     | スリーパーコーチ(16シングルルーム・10ダブルルーム)  |
| NYC10817 |                     | スリーパーコーチ(16シングルルーム・10ダブルルーム)  |
| NYC10355 | BOSTON HARBOR       | 寝台車(22ルーメット)                                |
| NYC477   |                     | ラウンジ・キッチン                                  |
| NYC406   |                     | ダイニング                                          |
| NYC10171 | CURRENT RIVER       | 寝台車(10ルーメット・6ダブルベッドルーム)           |
| NYC10511 | PORT OF DETROIT     | 寝台車(12ダブルベッドルーム)                        |
| NYC10501 | PORT BYRON          | 寝台車(12ダブルベッドルーム)                        |
| NYC10633 | HICKORY CREEK       | 寝台(5ダブルベッドルーム)・ビッフェ・ラウンジ展望車 |

## 補足

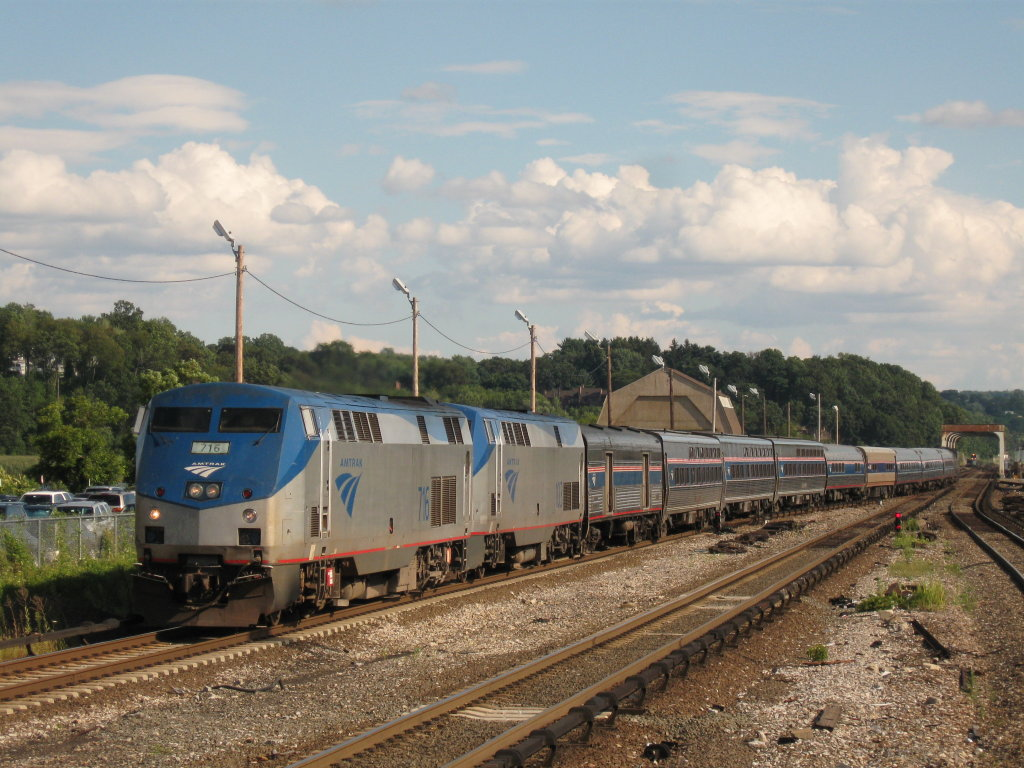
レイクショア特急

- 現在、旧ニューヨークセントラル鉄道のニューヨーク～シカゴ間にはアムトラックにより、「レイクショア特急」（Lake Shore Limited Train、レイクショア・リミテッドとも）という列車が運行されている。
- この列車は1959年公開のアルフレッド・ヒッチコック監督映画『北北西に進路を取れ』の舞台として使用された。
- 1940年代に投入された展望車の一部が、のちにアメリカン・オリエント急行で使用された。
- 上記編成表にも記録されている最後尾の展望車"Hickory Creek"は、プライベートカーとして現存している。